# Trappeurs arctiques
Pour plus de détails, voir Fiche technique et Distribution.
Trappeurs arctiques (Polar Trappers), sorti le 17 juin 1938, est un court métrage avec Donald Duck et Dingo

## Synopsis
Propriétaires de la Donald and Goofy Trapping Co., nos héros chassent - sans succès on s'en doute - le morse au Pôle Nord.

## Fiche technique
- Titre original : Polar Trappers
- Titre français : Trappeurs arctiques
- Série : Donald et Dingo
- Réalisateur : Ben Sharpsteen
- Animateur : Art Babbitt, Al Eugster, Ed Love
- Musique : Paul J. Smith
- Voix : Clarence Nash (Donald), Pinto Colvig (Dingo)
- Producteur : Walt Disney
- Société de production : Walt Disney Productions
- Distributeur : United Artists
- Date de sortie : 17 juin 1938[1]
- Format d'image : Couleur (Technicolor)
- Durée : 8 min
- Langue : (en)
- Pays :  États-Unis

## Voix françaises

### 1erdoublage (années 1980)
- Michel Elias : Donald Duck
- Roger Carel : Dingo

### 2edoublage (1990)
- Sylvain Caruso : Donald Duck
- Gérard Rinaldi : Dingo

### 3edoublage (années 2000)
- Sylvain Caruso : Donald Duck
- Gérard Rinaldi : Dingo

## Commentaires
Ce court métrage est le premier sans Mickey Mouse en dehors des Silly Symphonies. Il est considéré comme le point de départ de la série Donald et Dingo.
L'idée des pingouins marchant sur la musique de Die Parade der Holzsoldaten (1911) de Léon Jessel a été reprise d'un court métrage de la série Silly Symphony, Arctic Antics (1930).

## Titre en différentes langues
D'après IMDb :
- Allemagne : Donald und Goofy am Nordpol
- Suède : Kalle Anka vid Nordpolen